# Percy Daggs III
Percy Daggs III (Long Beach, Kalifornia, 1982. július 20. –) amerikai színész. Wallace Fennel (Veronica Mars) szerepéről a legismertebb. Olyan showkban vendégszerepelt, mint a Boston Public, a  Hullámtörők  (The Guardian), a  New York rendőrei (NYPD Blue) és a  The Nightmare Room. A kishuga feltűnt az MTV Made című produkciójában, mint nagyravágyó szörfös.

## Családja
Percy-nek van egy bátyja, Cardin, egy húga, Selena és egy kisöccse, Rueben. Percy Long Beach-en született, és ott is fedezték fel. A Hughes Middle Schoolba járt a Long Beach Polytechnic School-ban érettségizett. Szeret kosárlabdázni, és megnevettetni az embereket. Az első filmje a Blue hill Avenue volt, ami az African American filmfesztiválon első helyezést ért el. A kisöccse Rueben szintén szerepelt a Veronica Mars-ban, ő játszotta Percy öccsét.

## Karrierje
Percy 11 évesen kezdett meghallgatásokra járni és szerepelt több mint 25 reklámban beleértve egy jelenetet a Nestle Crunch reklámban Shaquille O’Neal-lel és egy AT&T reklámban D.L. Hughley-val. Azóta más sztárokkal együtt játszott a Family Law-ban és a Jelen és múltban (Any Day Now).
Amikor nem forgat vagy játszik színpadon, akkor szeret tanulni az aktuális eseményekről és az afrikai-amerikai történelemről több tárgy mellett. Emellett szeret időt tölteni a családjával és a közeli barátaival.

### Percy jelentősebb filmjei, sorozatai
- 2004-2007 - Veronica Mars … Wallace Fennel
- 2002-2003 - Boston Public … Rob (2 rész: Chapter Sixty-One; Chapter Forty-Seven )
- 2003- Hullámtörők - The Guardian .., Antoine Sanders
- 2002 - New York rendőrei - NYPD Blue … Kevin Hodges (1 rész: Dead Meat in New Deli)
- 2002 - Family Law (1 rész: Celano v. Foster)
- 2002 - The Nightmare Room (1 rész: Dear Diary, I'm Dead )
- 1998 - To Have & to Hold … Jimmy (1 rész: Hope You Had the Time of Your Wife)
- 1998 - Jelen és múlt - Any Day Now (1 rész: Making Music with the Wrong Man)

### A közeljövőben várható szereplései
- 2008 - American Son … Shawn (elkészülőben)